# Чемпионат Боснии и Герцеговины по волейболу среди женщин
Чемпионат Боснии и Герцеговины по волейболу среди женщин — ежегодное соревнование женских волейбольных команд Боснии и Герцеговины. Проводится с сезона 1993/94.
Соревнования проходят в Премьер-лиге. Организатором чемпионатов является Волейбольный союз Боснии и Герцеговины. Соревнования в 1-м и 2-м дивизионах проходят в рамках чемпионатов Федерации Боснии и Герцеговины и Республики Сербской.
Единый Волейбольный союз Боснии и Герцеговины был образован в 2009 году путём объединения двух Волейбольный союзов — Федерации Боснии и Герцеговины и Республики Сербской. Оба этих союза были основаны в 1993 году и до 2008 каждый из них проводил своё собственное первенство, причём звание чемпиона Боснии и Герцеговины разыгрывалось только командами Федерации Боснии и Герцеговины. В обоих чемпионатах участвовала команда «Единство» из округа Брчко. С сезона 2007/08 стало проводиться общефедеральное первенство.

## Формула соревнований (Премьер-лига)
Чемпионат в Премьер-лиге в сезоне 2024/25 состоял из двух этапов — предварительного и плей-офф. На предварительной стадии команды играли в два круга. По её итогам 8 лучших вышли в плей-офф и по системе с выбыванием определили финалистов, которые разыграли первенство. Серии матчей проводились до двух побед одного из соперников.
За победы со счётом 3:0 и 3:1 команды получают 3 очка, 3:2 — 2 очка, за поражение со счётом 2:3 — 1 очко, 0:3 и 1:3 — 0 очков.
В чемпионате 2024/25 в Премьер-лиге участвовали 10 команд: «Гацко», «Игман» (Илиджа), «Борац» (Баня-Лука), «Бимал-Единство» (Брчко), «Центар-ОРТ» (Сараево), «Горажде», «Баня-Лука Волей» (Баня-Лука), «Кула-Градачац» (Градачац), «Слобода» (Тузла), «Орашье». Чемпионский титул в 3-й раз подряд выиграл «Гацко», победивший в финале «Борац» 2-0 (3:0, 3:1). 3-е место занял «Центар-ОРТ».

## Чемпионы
- 1994 «Единство» Тузла
- 1995 «Бреза»
- 1996 «Ревеус» Лукавац
- 1997 «Ревеус» Лукавац
- 1998 «Имзит-Добриня» Сараево
- 1999 «Лукавац»
- 2000 «Имзит-Добриня» Сараево
- 2001 «Имзит-Добриня» Сараево
- 2002 «Поло» Калесия
- 2003 «Поло» Калесия
- 2004 «Имзит-Добриня» Сараево
- 2005 ?
- 2006 «Еловица» Тузла
- 2007 «Единство» Брчко
- 2008 «Единство» Брчко
- 2009 «Единство» Брчко
- 2010 «Единство» Брчко
- 2011 «Единство» Брчко
- 2012 «Единство» Брчко
- 2013 «Единство» Брчко
- 2014 «Единство» Брчко
- 2015 «Единство» Брчко
- 2016 «Бимал-Единство» Брчко
- 2017 «Бимал-Единство» Брчко
- 2018 «Бимал-Единство» Брчко
- 2019 «Бимал-Единство» Брчко
- 2020 чемпионат не завершён, итоги не подведены
- 2021 «Бимал-Единство» Брчко
- 2022 «Бимал-Единство» Брчко
- 2023 «Гацко»
- 2024 «Гацко»
- 2025 «Гацко»

## Чемпионы Республики Сербской
- 1994 «Дрина» Зворник
- 1995 ?
- 1996 «Модрича-Оптима» Модрича
- 1997 «Модрича-Оптима» Модрича
- 1998 «Модрича-Оптима» Модрича
- 1999 «Единство» Брчко
- 2000 «Гацко»
- 2001 «Единство» Брчко
- 2002 «Единство» Брчко
- 2003 «Хе на Дрини» Вишеград
- 2004 «Единство» Брчко
- 2005 «Хе на Дрини» Вишеград
- 2006 «Гацко»
- 2007 «Глазинац» Соколац
- 2008 «Яхорина» Пале